# Issam Fares
Issam Michael Fares (ur. 10 maja 1937 w Bayno) – prawosławny przedsiębiorca i polityk libański, były wicepremier w rządach Rafika Haririego i Omara Karamiego oraz deputowany Zgromadzenia Narodowego w latach 1996-2005, reprezentujący dystrykt Akkar. W 2004 został odznaczony Krzyżem Komandorskim z Gwiazdą Orderu Zasługi Rzeczypospolitej Polskiej.